# Dole, Šentjur
Dole (phát âm [ˈdoːlɛ]) là một khu định cư thuộc khu đô thị Šentjur, miền đông Slovenia. Nó nằm trên con đường dẫn về phía bắc từ thị trấn Šentjur, hướng đến Dramlje. Khu định cư, cũng như toàn bộ đô thị này, được bao gồm trong vùng thống kê Savinja, mà nó nằm trong phân vùng Slovenia của Công quốc lịch sử Styria.

## Lịch sử
Dole trước đây là một thôn của Trnovec pri Dramljah. Nó được tách biệt về mặt hành chính khỏi khu định cư đó và trở thành một khu định cư riêng biệt vào năm 1994.